# Утилитаризъм
Утилитаризъм (на латински: utilitas – полза, удобство) е направление и категория в етиката, според която моралната стойност на дадено действие или поведение се определя основно от неговата полза. Освен в областта на етиката, утилитаризмът е течение в социалната философия и икономиката.

## Същност
Според привържениците на утилитаризма всяка постъпка е морално оправдана тогава и само тогава, когато поражда поне толкова полза за всички засегнати от нея, колкото всяка алтернативна постъпка, която лицето може да извърши. Най-известен привърженик на теорията е Джон Стюарт Мил, който формулира принципа на най-голямото щастие: Винаги постъпвай така, че да пораждаш най-голямо щастие. Два типа въпроси се оформят като централни в дебатите относно това, дали утилитаризмът е адекватна или истинна морална теория. Първо, дали и как може ясно и точно да бъде формулиран и прилаган; и второ, дали са приемливи морални импликации на утилитаризма в конкретните случаи или напротив – основават възражения срещу него.
Въпроси на формулирането. Централен проблем на полезността е как да бъде дефинирана полезността и дали може да бъде измерена по начина, по който изисква утилитаризмът. Ранните утилитаристи често отстояват някаква форма на хедонизъм, според която само удоволствията и отсъствието на болка са от полза или притежават истинска стойност. Нещо да има истинска ценност, означава да е ценно само по себе си, независимо от неговите последствия или отношението му към други неща. От друга страна нещо има инструментална ценност, ако предоставя друго нещо, притежаващо истинска ценност. Повечето утилитаристи са твърдели, че хедонизмът е прекалено ограничена представа за полезността, тъй като освен удоволствие съществуват и много други неща, които хората ценят истински. Някои от тези, които не са хедонисти, дефинират полезността като щастие, но сред тях съществува голям дебат как най-добре то може да бъде обяснено. Понятието „щастие“ също е критикувано като твърде тясно, за да изчерпи смисъла на полезността или истинската ценност. Например, много хора ценят самото постижение, а не единствено щастието, което може да го придружава. Понякога утилитаризмът се разбира като гледище, според което полезността притежава или удоволствието, или щастието, докато консеквенциализмът се разбира като по-широка концепция, за която морално оправданата постъпка е тази, увеличаваща максимално ползата, както и да се разбира тя. Тук разглеждаме утилитаризма откъм онази по-широка интерпретация, която някои философи пазят за консеквенциализма. Повечето утилитаристи, според които хедонизмът дава твърде ограничено обяснение на полезността, твърдят, че тя представлява удовлетворяването на информираните предпочитания или желания на хората. Тази позиция е неутрална относно онова, което желаят, като по този начин може да отчита цялото разнообразие от неща и преживявания, които различните хора в действителност желаят или ценят. И накрая, „идеалните утилитаристи“ смятат, че някои неща или преживявания като знанието или това, да бъдеш независим, са истински стойностни или полезни, независимо дали хората ги ценят или предпочитат, или се чувстват по-щастливи от това, че ги притежават.
Което и обяснение на полезността да приеме един утилитарист, трябва да бъде възможно да определи количеството или да се измерят ползотворните резултати или последствия от постъпките, за да са приложени утилитарните стандарти за морална правилност. Утилитаризмът на щастието например трябва да изчисли дали дадена постъпка или възможна нейна алтернатива би произвела повече щастие за даден човек, нещо, което се нарича „междуличностно сравнение на полезността“. Голяма част от ежедневните преценки на лично поведение или обществена политика неявно разчитат на междуличностно сравнение на полезността. Например, би ли било по-щастливо едно семейство, в което цари неразбирателство, ако отиде през ваканцията на море или на планина? Някои критици на утилитаризма се съмняват дали изобщо междуличностните сравнения за полезност са възможни.
Друг спорен въпрос относно формулирането е дали утилитаристкият принцип трябва да бъде прилаган към индивидуалните постъпки или до някаква форма на морално правило. Според „утилитаризма на постъпките“ всяка правилност или погрешност на постъпката зависи от полезността, която „тя“ поражда в сравнение с възможните ѝ алтернативи. Дори утилитаристите от този тип обаче са съгласни, че в повечето случаи в практиката могат да се използват емпирични правила от типа „дръж на обещанията си“, тъй като следването им увеличава максимално полезността. Според „утилитаризма на правилата“, напротив, индивидуалните постъпки се преценяват в теорията, не само в практиката, според това дали се подчиняват на едно оправдано морално правило, а утилитаристкият критерий се прилага само към общи правила. Някои утилитаристи на правилата твърдят, че постъпките са правилни, в случай че са позволени от правила, чието общо възприемане би увеличило максимално полезността в обществото, част от което е субектът на постъпките; а съответно са погрешни, единствено ако биха били забранени от подобни правила. Съществуват множество разновидности на утилитаризма на правилата, а утилитаристите продължават да дискутират кой от двата типа е правилен.

## Етимология
Бентамизмът e утилитарната философия, основана от Джереми Бентам, значително модифицирана от неговия наследник Джон Стюарт Мил, който популяризира термина утилитаризъм.  През 1861 г. Мил признава в бележка, че въпреки че Бентам вярва, че „той е първият човек, който въвежда думата „утилитарен“ в употреба, той не я е измислил. По-скоро я е взел от мимолетен израз“ в книгата на Джон Галт от 1821 г. роман Annals of the Parish. Въпреки това Мил изглежда не е знаел, че Бентам е използвал термина утилитарен в писмото си от 1781 г. до Джордж Уилсън и писмото си от 1802 г. до Етиен Дюмон.

## История
Като първа форма на утилитаризъм могат да се разглеждат идеите на китайския философ Мо Дзъ (479 – 381 пр. Хр.) Той е основател на школата на моизма в древен Китай и е застъпник на утилитаристичните принципи. Също и античният хедонизъм, който води началото си от философската школа в град Кирена, основана от ученика на Сократ Аристип, може да бъде посочен като предшественик на класическия утилитаризъм.

### Предмодерни формулировки
Значението на щастието като цел за хората отдавна е признато. Форми на хедонизъм са представени от Аристип и Епикур; Аристотел твърди, че евдемонията е най-висшето човешко благо; и Августин пише, че „всички хора са съгласни в желанието за последния край, който е щастието“. Щастието също е изследвано задълбочено от Тома Аквински в неговата Summa Theologica. Междувременно в средновековна Индия индийският философ от 8-ми век Шантидева е един от най-ранните поддръжници на утилитаризма, пишейки, че трябва „да спрем цялата настояща и бъдеща болка и страдание на всички съзнателни същества и да осъществим всички настоящи и бъдещи удоволствие и щастие."
Различни разновидности на консеквенциализма също съществуват в древния и средновековния свят, като държавния консеквенциализъм на мохизма или политическата философия на Николо Макиавели. Мохисткият консеквенциализъм се застъпваше за общностни морални блага, включително политическа стабилност, растеж на населението и богатство, но не подкрепяше утилитарната идея за максимизиране на индивидуалното щастие.
Наченки на утилитаризма се срещат още в трудовете на древногръцкия философ Епикур. Основните положения обаче са разработени от Джереми Бентам. Основните разногласия идват от относителността на понятията щастие и полза. Бентъм и неговите последователи считат, че ползата представлява превъзходство на удоволствието над страданието. На щастието се гледа като на максимално удовлетворение, което невинаги се свързва директно с удоволствието. В своето произведение „An introduction to the Principles of Morals and Legislation“ Бентъм твърди, че съществуват само две постоянни човешки състояния – стремеж към удоволствие и избягване на болката. Бентъм вижда в страданието и щастието решаващите мотиви, които определят човешкото поведение. Според него човек винаги се стреми към това, което ще му донесе щастие. Изхождайки от тази теза, той формулира принципа на ползата, според който, всичко, което носи максимално щастие на максимален брой хора, е добро. Бентъм концентрира работата си върху използването на този принцип при изграждането на социалния ред.
Джон Стюарт Мил поддържа тезата, че културното, интелектуалното и духовното удовлетворение имат по-голяма стойност от телесното. Той констатира това чрез известните си сентенции:
```
„По-добре е да си неудовлетворен човек, отколкото доволна свиня; по-добре недоволен Сократ, отколкото доволен глупак.“
```